# Horné Naštice
Horné Naštice(allemand : Obernastitz) . est un village de Slovaquie situé dans la région de Trenčín.

## Histoire
Première mention écrite du village en 1208.

## Démographie

### Évolution de la population
| Année:               | 1994. | 2004.   | 2014.   | 2024.    |
| -------------------- | ----- | ------- | ------- | -------- |
| Nombre de personnes: | 458   | 418     | 430     | 529      |
| Différence:          |       | -8,73 % | +2,87 % | +23,02 % |

| Année:               | 2023. | 2024.   |
| -------------------- | ----- | ------- |
| Nombre de personnes: | 521   | 529     |
| Différence:          |       | +1,53 % |